# Sciara adjuncta
Sciara adjuncta är en tvåvingeart som beskrevs av Frederick Askew Skuse 1890. Sciara adjuncta ingår i släktet Sciara och familjen sorgmyggor. Inga underarter finns listade i Catalogue of Life.